# Vanessa Gutiérrez
Ana Vanessa Gutiérrez (Urbiés, 1980) es una escritora y política española. Ha destacado por el uso en sus escritos de la lengua asturiana, con cuya defensa está comprometida.En 2023, se convirtió en viceconsejera de Derechos Sociales, Cultura, Política Llingüística y Deportes del Principado de Asturias.

## Trayectoria
Se licenció en Derecho en la Universidad de La Rioja. Posteriormente realizó varios posgrados, entre ellos, en Comunicación de Crisis y Habilidades Directivas por la Universidad Abierta de Cataluña, en Gestión Cultural por la Universidad Europea Miguel de Cervantes y un Programa Avanzado en Campañas Electorales por la Universidad Internacional de la Rioja.
A lo largo de su trayectoria laboral ha colaborado con múltiples medios de comunicación. Inició sus pasos colaborando como articulista en el diario El Comercio en 2004. Desde el 2006 hasta el 2010 fue redactora del seminario Les Noticies y de las revistas El Súmmum y Brixel. Desde 2008 hasta 2015 fue presentadora y guionista del magazine cultural Pieces, de la Televisión del Principado de Asturias (TPA). Desde 2010 hasta 2012 fue guionista, directora y presentadora de Batura un espacio cultural, en la Radio Televión del Principado de Astrurias (RTPA). En 2016 empezó a trabajar en un programa cultural Ente toos para la RTPA como presentadora, directora y guionista. Durante los años 2017 y 2018 trabajó como guionista y presentadora del programa Nel cantu la memoria en la TPA.
En 2016 fue nombrada Jefa de gabinete de la Consejería  de Cultura, Política Lingüística y Turismo del Principado de Asturias y asesora del Rectorado de la Universidad de Oviedo, cargo que ocupó hasta 2019. En 2023, el presidente del Principado de Asturias, Adrián Barbón, anunció su nombramiento como viceconsejera de Cultura, Política Llingüística y Deportes y, un año después, amplió su puesto a responsable de Derechos Sociales, Cultura, Política Llingüística y Deportes.

## Obra
Inició su carrera literaria con el poemario Onde seca l’agua (Trabe, 2003), al que siguió La danza de la yedra (Trabe, 2004). Tres años después, publicó Passí el temps desfant la memória, una obra bilingüe en asturiano y catalán, junto al poeta Xuan Bello, editada por la Institución de las Letras Catalanas.
Su primer libro en prosa fue Les palabres que te mando (Ámbitu, 2006), seguido por El país del silenciu (Ámbitu, 2007), un ensayo escrito en colaboración con la periodista Beatriz Redondo Viado. Años después publicó La cama (Ámbitu, 2008; Trea, 2011) y Dignas de sospecha (Trea, 2010).
Parte de su producción ha sido traducida a varios idiomas como gallego, catalán, inglés, francés, checo y húngaro, y ha sido incluida en varias antologías y revistas.

## Reconocimientos
En 2003, Gutiérrez ganó el premio Teodoro Cuesta de poesía con La danza de la yedra. En 2011, recibió el Premio de la Crítica de RTPA al mejor libro publicado en ese año por La quema (Trea, 2011). En 2016, fue galardonada con el Premio Máximo Fuertes Acevedo de Ensayo por su obra El paisaxe nuestru (Saltadera, 2017). En 2018 volvió a ganar el premio Teodoro Cuesta de poesía con el poemario Refraneru popular.